# Jacquemontia pentantha
Jacquemontia pentantha är en vindeväxtart som först beskrevs av Nikolaus Joseph von Jacquin, och fick sitt nu gällande namn av George Don jr. Jacquemontia pentantha ingår i släktet Jacquemontia och familjen vindeväxter. Inga underarter finns listade i Catalogue of Life.

## Bildgalleri

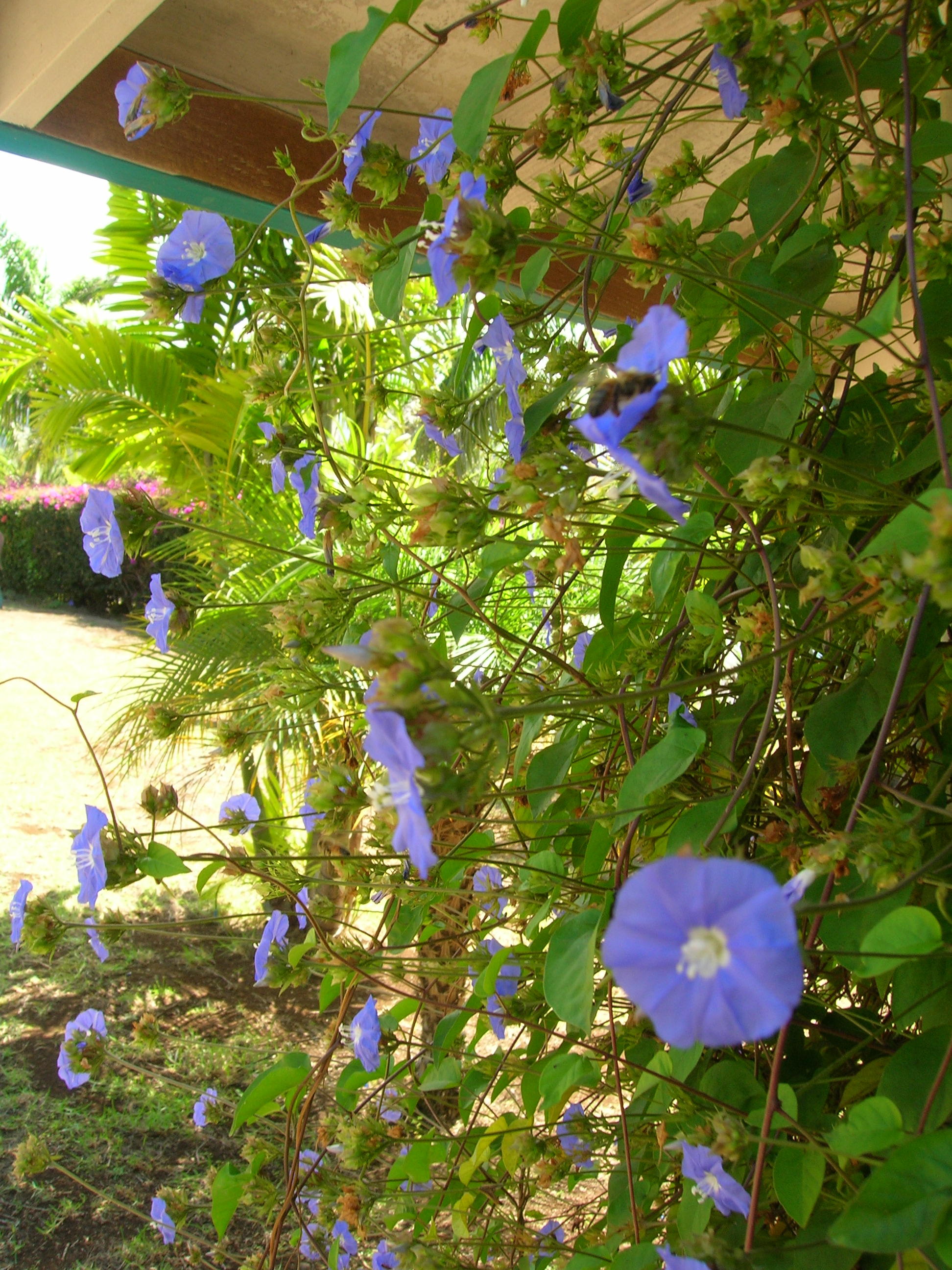
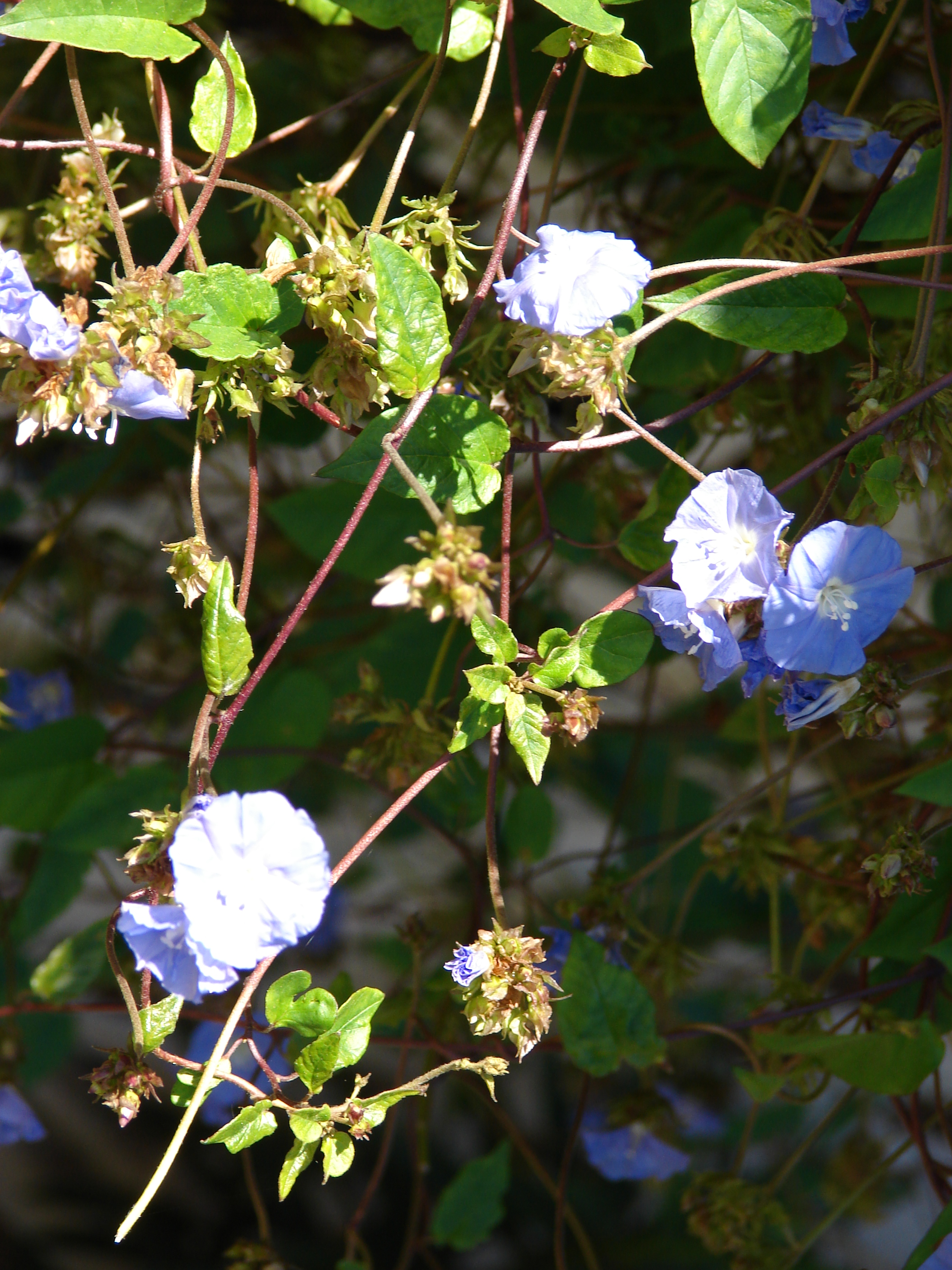
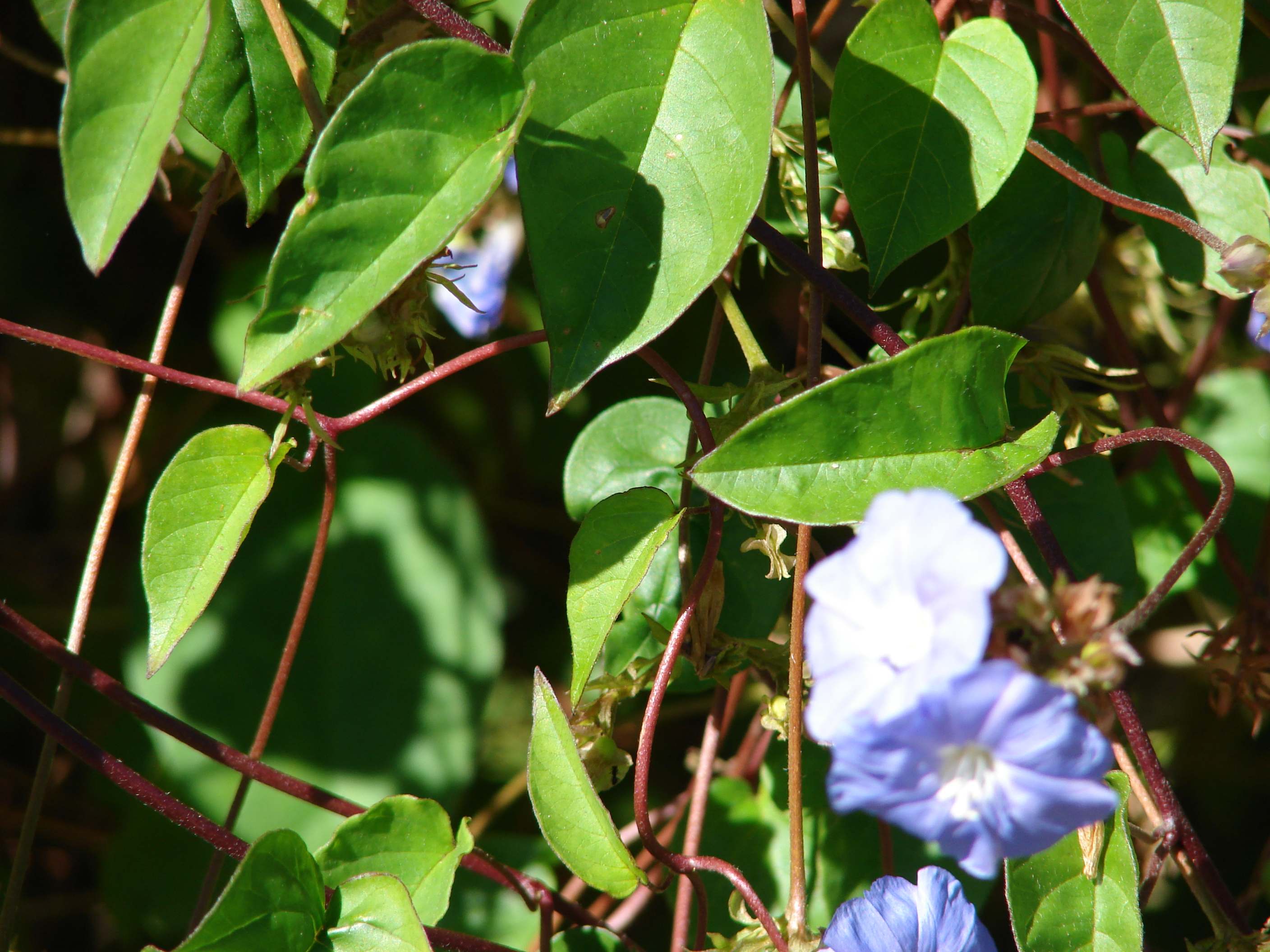
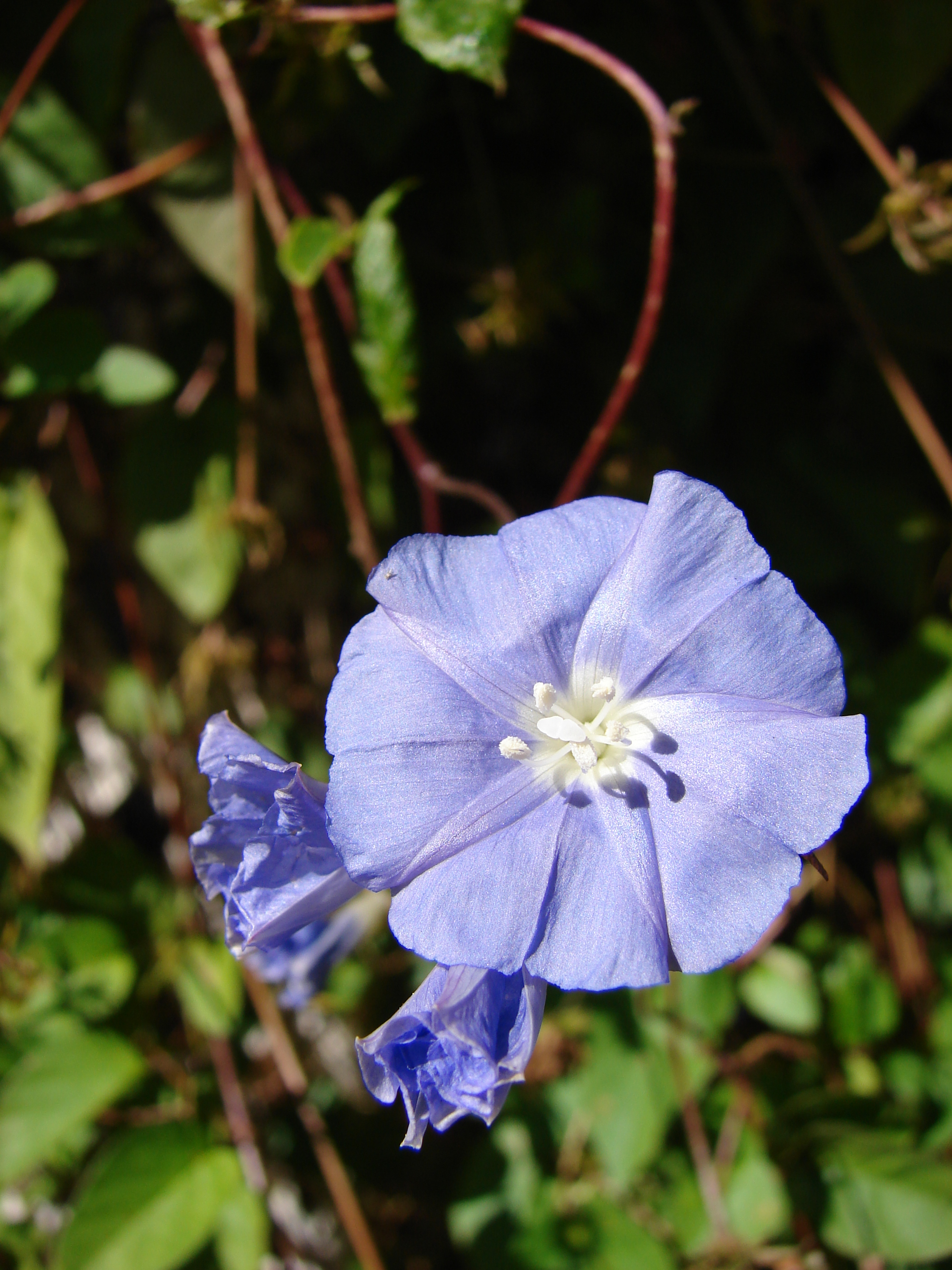